# Muzio Clementi
Muzio Clementi, cuyo nombre completo era Muzio Filippo Vincenzo Francesco Saverio Clementi (Roma, 24 de enero de 1752 – Evesham, 10 de marzo de 1832), fue un pianista, compositor clásico, musicólogo, profesor de música, editor musical y fabricante de pianos italiano, reconocido como el primero que escribió específicamente para piano. Es más conocido por sus sonatinas y su colección de estudios para piano Gradus ad Parnassum.

## Vida
Muzio nació en Roma en 1752. Fue el primero de siete hijos de Nicolò Clementi, un platero altamente respetado y romano por herencia, y de Magdalena Kaiser de nacionalidad suiza. Su talento musical empezó a manifestarse a temprana edad. A los siete años comenzó su instrucción musical y sus progresos fueron tan notables que a los trece años ganó un lugar como organista de la iglesia.

En 1766 Sir Peter Beckford, un acaudalado inglés que era primo del excéntrico William Beckford, mostró interés en el talento musical del muchacho y trató de convencer a Nicolò para llevarlo a su mansión de Blandford Forum en Dorset, Inglaterra. Beckford acordó proveer pagos trimestrales para solventar la educación musical del joven. A cambio de esta educación, Muzio se encargaba de los eventos musicales en la mansión. Pasó los siguientes siete años dedicándose enteramente al estudio y práctica del clavicordio. Sus composiciones de este período inicial, sin embargo, fueron pocas y casi todas se han perdido. 

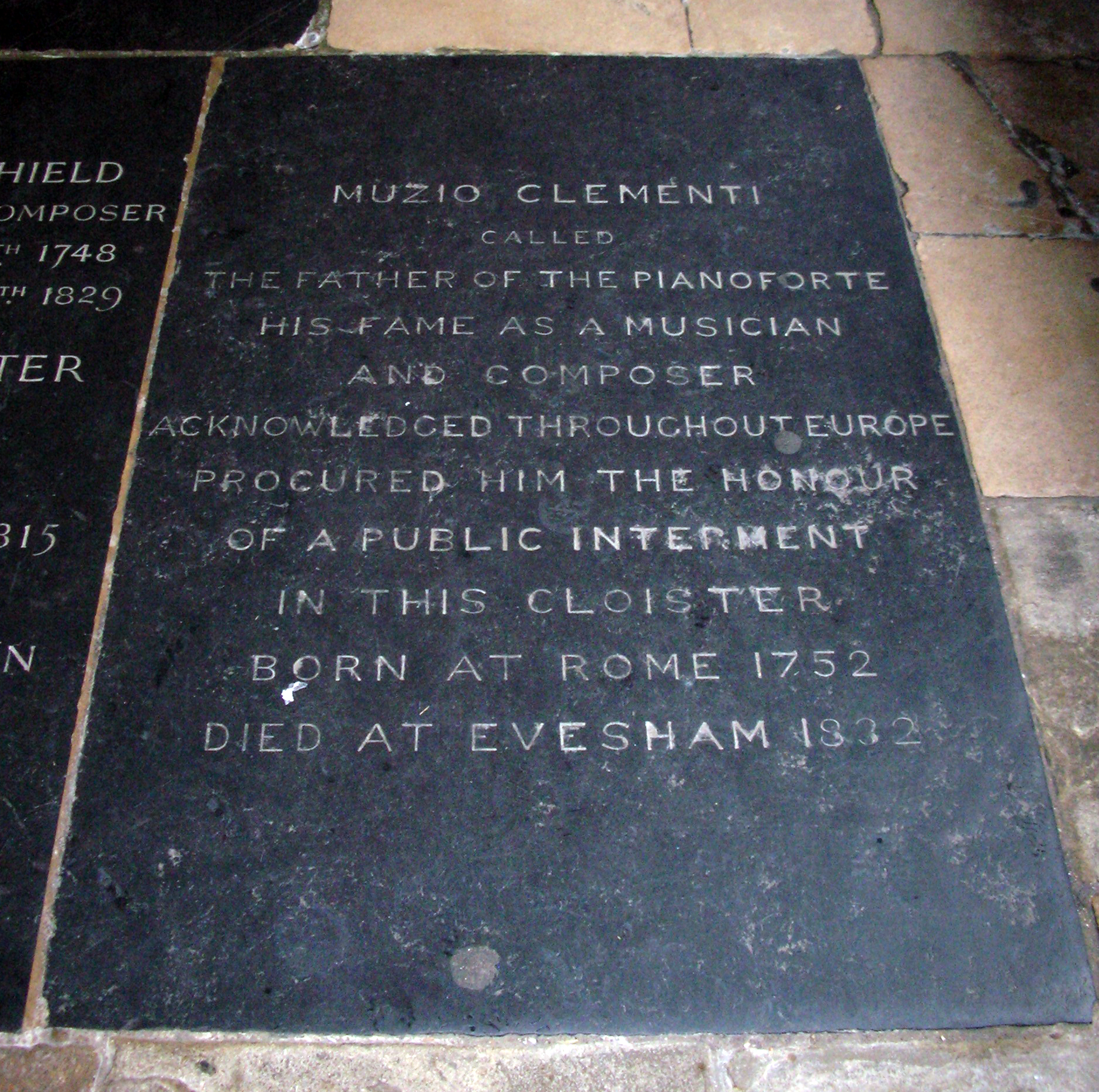
Lápida de Clementi en la abadía de Westminster.

En cuanto a su vida personal, el compositor se casó tres veces. En 1830 se trasladó a las afueras en Lichfield y pasó sus últimos años en Evesham, donde murió a los 80 años de edad. Fue enterrado en la Abadía de Westminster. 

## Carrera

### Como pianista
En 1770 Clementi se presentó por primera vez en público como pianista. La audiencia quedó impresionada con su ejecución y supuso el comienzo de una de las carreras como concertista de piano más exitosas en la historia. En 1774 fue liberado de sus obligaciones para con Peter Beckford y se trasladó a Londres, donde entre otras interpretaciones realizó varias presentaciones en público como clavicordista, intervino en conciertos para voz y arpa, y sirvió como "director" desde el teclado en el Teatro del Rey en Haymarket, durante al menos este período. Su fama y prestigio aumentaron rápidamente, en parte debido a la popularidad de sus Sonatas Op. 2, que habían sido recientemente publicadas. Fue considerado por muchos círculos musicales como el pianista virtuoso más grande del mundo.
A partir de 1782 y en los siguientes veinte años permaneció en Inglaterra tocando el piano, dirigiendo y enseñando. Dos de sus estudiantes alcanzaron un importante renombre: Johann Baptist Cramer y John Field (quien, a su vez, ejerció una gran influencia sobre Frédéric Chopin). En 1810 dejó de dedicarse a dar conciertos para dedicarle todo su tiempo a la composición y a la fabricación de pianos. 

### Como constructor de pianos y editor musical
También se dedicó a la manufactura de pianos, pero en 1807 su fábrica fue destruida por un incendio. Ese mismo año inició contactos con Ludwig van Beethoven, uno de sus más grandes admiradores, quien le dio los plenos derechos de publicación de toda la música de Beethoven. El nivel alcanzado por el músico italiano dentro de la historia de la música como editor e intérprete de Beethoven no es ciertamente menor que como compositor (aunque también fue criticado por algunos trabajos de editorial permisivos, por ejemplo, haciendo «correcciones» armónicas a algunas obras de Beethoven). El hecho que Beethoven empezara, en el final de su vida, a componer (en su mayoría música de cámara) especialmente para el mercado británico, pudo haber estado relacionado con el hecho que su editor estaba radicado allí. 

### Como compositor
Clementi es conocido por la colección de estudios para piano Gradus ad Parnassum, sobre la cual Debussy hizo una divertida alusión en su obra «Doctor Gradus ad Parnassum» (el primer movimiento de su suite Children's Corner). Del mismo modo, sus sonatinas pasaron a ser un estudio obligado para los estudiantes de piano hasta pasado el siglo XX. Erik Satie bromeó con estas sonatinas, en concreto la Sonatina Op. 36 n.º 1, en su Sonatina Burocrática.
Compuso alrededor de 110 sonatas para piano. Algunas de las primeras y más sencillas fueron reeditadas como sonatinas después del éxito de su Sonatina Op. 36 n.º 1 y continúan siendo obras de práctica popular en la educación del aprendizaje del piano. Sus sonatas raramente son tocadas en conciertos públicos, en gran parte porque son consideradas como música educacional sencilla. 
Además de repertorio para piano solo, escribió una gran cantidad de otros tipos de música, incluyendo algunas obras recientemente encontradas y obras extensas como algunas sinfonías inconclusas que están siendo gradualmente aceptadas por la comunidad musical como piezas importantes. A pesar de que su música rara vez es tocada en las salas de concierto, su popularidad se ha ido incrementando por las grabaciones de sus obras.
El pianista ruso Vladimir Horowitz adquirió un especial cariño por el trabajo del compositor. Como consecuencia de esto, su esposa Wanda Toscanini le compró sus obras completas. Horowitz incluso comparó algunas de estas obras con los mejores trabajos de Beethoven. La revalorización de la imagen de Clementi como un gran artista se debe en parte al esfuerzo de Horowitz y en parte al esfuerzo de Andreas Staier, de Andrea Coen y de Costantino Mastroprimiano.

Clementi es una figura subestimada en el mundo de la música. Es ampliamente considerado por los especialistas como el creador del pianoforte moderno como un instrumento y como el padre de la ejecución del piano moderno. El ser contemporáneo de los más grandes compositores clásicos de piano, tales como Mozart y Beethoven, hizo mucha sombra sobre su propio trabajo, por lo menos en la práctica del concierto, a pesar de su posición central en la historia de la música para piano y en el desarrollo de la forma sonata.

Sonatina Op. 36 n.º 1 de Clementi.

#### Listado de obras
- Op. 1: Seis sonatas (1771)
- Op. 1 bis: Cinco sonatas y un dueto para dos pianos (1780-1781)
- Op. 2: Seis sonatas para piano y violín (o flauta) (1779) y al menos 3 para piano solo dentro del mismo Op. 2.
- Op. 3: Tres dúos a 4 manos y tres sonatas para piano y violín (o flauta) (1779)
- Op. 4: Seis sonatas para piano y violín (o flauta) (1790)
- Op. 5: Tres sonatas para piano y violín, y tres fugas (1780-1781)
- Op. 6: Un dúo a 4 manos, dos sonatas para piano y violín, y tres fugas (1780-1781)
- Op. 7: Tres sonatas (1782)
- Op. 8: Tres sonatas (1782)
- Op. 9: Tres sonatas (1783)
- Op. 10: Tres sonatas (1783)
- Op. 11: Una sonata y una toccata (1784)
- Op. 12: Cuatro sonatas y un dueto para dos pianos (1784)
- Op. 13: Seis sonatas, tres de ellas con violín (o flauta) (1785)
- Op. 14: Tres dúos a 4 manos (1786)
- Op. 15: Tres sonatas para piano y violín (1786)
- Op. 16: Sonata La Caza (1786)
- Op. 17: Capriccio (1787)
- Op. 18: Dos sinfonías (1787)
- Op. 19: Características musicales de Clementi (1787)
- Op. 20: Sonata (1787)
- Op. 21: Tres tríos (1788)
- Op. 22: Tres tríos (1788)
- Op. 23: Tres sonatas (1790)
- Op. 24: Dos sonatas (1788)
- Op. 25: Seis sonatas (1790)
- Op. 26: Sonata (1791)
- Op. 27: Tres tríos (1791)
- Op. 28: Tres tríos (1792)
- Op. 29: Tres tríos (1793)
- Op. 30: Sonata para piano y violín (rev. del Op. 2 n.º 2) (1794)
- Op. 31: Sonata para piano y flauta (rev. del Op. 2 n.º 4) (1794)
- Op. 32: Tres tríos (1793)
- Op. 33: Tres sonatas (1794)
- Op. 34: Dos sonatas y dos caprichos (1795)
- Op. 35: Tres tríos (1796)
- Op. 36: Seis sonatinas (1797)
- Op. 37: Tres sonatas (1798)
- Op. 38: Doce valses (1798)
- Op. 39: Doce valses (1800)

- Op. 40: Tres sonatas (1802)

- Sonata Op. 40 n.º 1
- Sonata Op. 40 n.º 2
- Sonata Op. 40 n.º 3

- Op. 41: Sonata (1804)
- Op. 42: Introducción al arte de tocar el pianoforte (1801)
- Op. 43: Apéndice al Op. 42 de Clementi (1811)
- Op. 44: Gradus ad Parnassum (1817, 1819, 1826): colección de 100 estudios para piano.
- Op. 46: Sonata (1820)
- Op. 47: Dos caprichos (1821)
- Op. 48: Fantasía con variaciones sobre el aire de Au Clair de la Lune (1821)
- Op. 49: Doce monferrinas (1821)
- Op. 50: Tres sonatas (1821)

- Sonata Op. 50 n.º 3 en sol menor «Didone Abbandonata»

## Clementi y Mozart
En 1781 Clementi inició una gira europea que le permitió viajar por Francia, Alemania y Austria. En Viena el músico italiano acordó con el emperador José II entrar en un duelo musical con Wolfgang Amadeus Mozart para entretenimiento del propio emperador y sus invitados. Cada intérprete fue invitado a improvisar y ejecutar selecciones de sus propias composiciones. La habilidad de ambos compositores y su virtuosismo fue tan grande que el emperador se vio forzado a declarar un empate.
El 12 de enero de 1782 Mozart escribió a su padre:

«Clementi toca bien, tanto como la ejecución con su mano derecha le permite. Su mayor potencial reside en sus pasajes en terceras. Aparte de eso, no tiene el valor de Kreuser en cuanto al gusto y la sensibilidad — resumiendo él es muy técnico.»

En cartas subsiguientes, fue más allá diciendo que:

«Clementi era un charlatán, como todos los italianos.»

Mozart también escribió una carta a su hermana en la que le decía que preferiría que no tocase las sonatas de Clementi debido a sus movimientos de saltos, a la amplitud de espacios de digitación y los acordes, que pensaba que para lograr tocarlos le podría causar alguna lesión. La falta de respeto evidente de Mozart para con Clementi, y probablemente para con los italianos en general, ha llevado a llamarlos "archirrivales". Si bien, la animosidad no fue correspondida por el italiano, por lo que sabemos. De todos modos, las cartas del austríaco estaban llenas de burlas e irreverencias que nunca esperó que algún día se hicieran públicas.
Por el contrario, las impresiones de Clementi sobre Mozart fueron todas muy positivas y entusiastas. El tema principal de la Sonata Op. 24 n.º 2 en si bemol mayor del italiano cautivó la imaginación del maestro austríaco y diez años más tarde lo utilizó en la obertura de su ópera La flauta mágica. Este hecho indignó tanto a Clementi que cada vez que publicó esta sonata, incluyó una nota explicando que fue escrita diez años antes que Mozart escribiera La flauta mágica.